# Sajó Géza
Sajó Géza, született Mittinger (Pécs, 1878. augusztus 31. – Budapest, 1918. január 17.) színész.

## Életútja
Mittinger Anna fiaként született. A kabarészínpadok népszerű szereplője volt. Színészi pályájának első időszaka vidéken telt el, 1902 és 1905 között és 1906–07-ben Pécsett lépett fel. Tehetségét Budapest számára Máder Rezső fedezte föl, aki leszerződtette a Népszínház - Vígoperához a Három feleség című operett főszerepére, amelyben nagy sikert ért el. Érvényesülésének új utakat nyitott Nagy Endre, aki a kabaréjában különleges képességeihez méltóan tudta foglalkoztatni. Ő volt a gitáros fiú, aki aktuális strófákat énekelt és maga pengette hozzá a kíséretet. 1905–06-ban a Magyar Színház, 1907–08-ban a Budapesti Kabaré Színház, 1908-tól 1913-ig Nagy Endre Kabaré, 1908–09-ben az Intim Színpad, 1913-ban a Royal Sörkabaré, 1913-ban és 1915-ben a Medgyaszay Színpad, 1915-től 1917-ig a Modern Színpad Kabaré, 1915–16-ban az Apolló Kabaré művésze volt. Sokféle feladatot bíztak rá és ő valamennyinek meg is felelt tehetségének egész erejével és eredetiségévél. Utolsó sikereit az Apollóban majd a Modern Színpadon aratta, azokkal a vidám duettekkel, amelyeket Boross Géza társaságában adott elő. Súlyos betegsége korán visszavonulásra kényszerítette. A Kerepesi úti temetőben temették el díszsírhelyre.